# Procyon (állatnem)
A Procyon az emlősök (Mammalia) osztályának ragadozók (Carnivora) rendjébe, ezen belül a mosómedvefélék (Procyonidae) családjába tartozó névadó típusneme.

## Tudnivalók
A Procyon-fajok előfordulási területe az amerikai szuperkontinensen van. Kanada déli részétől kezdve, az Amerikai Egyesült Államokon és Közép-Amerikán keresztül, egészen Dél-Amerika északi kétharmadáig találhatók meg; az emlősnem legdélebbi határait Észak-Argentína és Uruguay alkotják. A mosómedve, az embernek köszönhetően meghódította Európa és Ázsia egyes részeit is. A rokon Bassariscus-fajoktól körülbelül 10 millió éve váltak el. Más ragadozóktól eltérően, a Procyon-fajoknak a hüvelykujja tényleg betölti a szerepét; továbbá ezek az állatok járáskor az egész talpfelületüket felhasználják. A különböző fajok, és a fajokon belül az állományok igen nagy mértékben különbözhetnek egymástól, azonban az átlagos fej-testhosszuk 31-61 centiméter, farokhosszuk 20-41 centiméter és testtömegük 4,5-15,9 kilogramm. A hímek általában nagyobbak a nőstényeknél. Ezeknek az állatoknak 40 darab foguk van; a fogképletük a következő: {\displaystyle {\tfrac {3.1.4.2}{3.1.4.2}}}. Mindenevők; néha az ember készleteit is megdézsmálják, emiatt kártevőknek tartják. Általában 5 évet élnek, azonban néhány vadon élő megfigyelt példány 16 évesen hunyt el. Minden náluk nagyobb ragadozó - lehet az emlős, madár vagy hüllő - vadászik rájuk. Viszont a legtöbb áldozatot az ember okozza.

## Rendszerezés
A nembe az alábbi 3 élő faj és 1 fosszilis faj tartozik:
- rákevő mosómedve (Procyon cancrivorus) (G. Cuvier, 1798)[3]
- mosómedve (Procyon lotor) (Linnaeus, 1758) - típusfaj
- törpe mosómedve (Procyon pygmaeus) (Merriam, 1901)[6]
- †Procyon rexroadensis[7]

### Fordítás
- Ez a szócikk részben vagy egészben  a   Procyon (genus) című angol Wikipédia-szócikk ezen változatának fordításán alapul.  Az eredeti cikk szerkesztőit annak laptörténete sorolja fel. Ez a jelzés csupán a megfogalmazás eredetét és a szerzői jogokat jelzi, nem szolgál a cikkben szereplő információk forrásmegjelöléseként.